# Hollóháza
Hollóháza est un village et une commune du comitat de Borsod-Abaúj-Zemplén en Hongrie.

## Économie
Le village est réputé dans toute la Hongrie pour sa porcelaine.